# Sojuz TMA-2
La Sojuz TMA-2 è stata una missione diretta verso la Stazione spaziale internazionale.

## Equipaggio
| Ruolo               | Equipaggio al lancio                                 | Equipaggio all'atterraggio                           |
| ------------------- | ---------------------------------------------------- | ---------------------------------------------------- |
| Comandante          | Jurij Malenčenko, Roscosmos Expedition 7 Quarto volo | Jurij Malenčenko, Roscosmos Expedition 7 Quarto volo |
| Ingegnere di volo 1 | Edward Lu, NASA Expedition 7 Terzo volo              | Pedro Duque, ESA Secondo volo                        |
| Ingegnere di volo 2 | —                                                    | Edward Lu, NASA Expedition 7 Terzo volo              |

### Equipaggio di riserva
| Ruolo             | Equipaggio                  | Equipaggio                  |
| ----------------- | --------------------------- | --------------------------- |
| Comandante        | Aleksandr Kaleri, Roscosmos | Aleksandr Kaleri, Roscosmos |
| Ingegnere di volo | Michael Foale, NASA         | Michael Foale, NASA         |

## Parametri della missione
- Massa: 7.136 kg
- Perigeo: circa 200 km
- Apogeo: 250 km ± 42 km
- Inclinazione: 51,67° ± 0,06°
- Periodo: 1 ora, 18 minuti e 38 secondi ± 22 secondi

### Attracco con l'ISS
- Aggancio all'ISS: 28 aprile 2003, 5:56 UTC (alla porta al nadir del modulo Zarja)
- Sgancio: 27 ottobre 2003, 23:17 UTC (dalla porta al nadir del modulo Zarja)

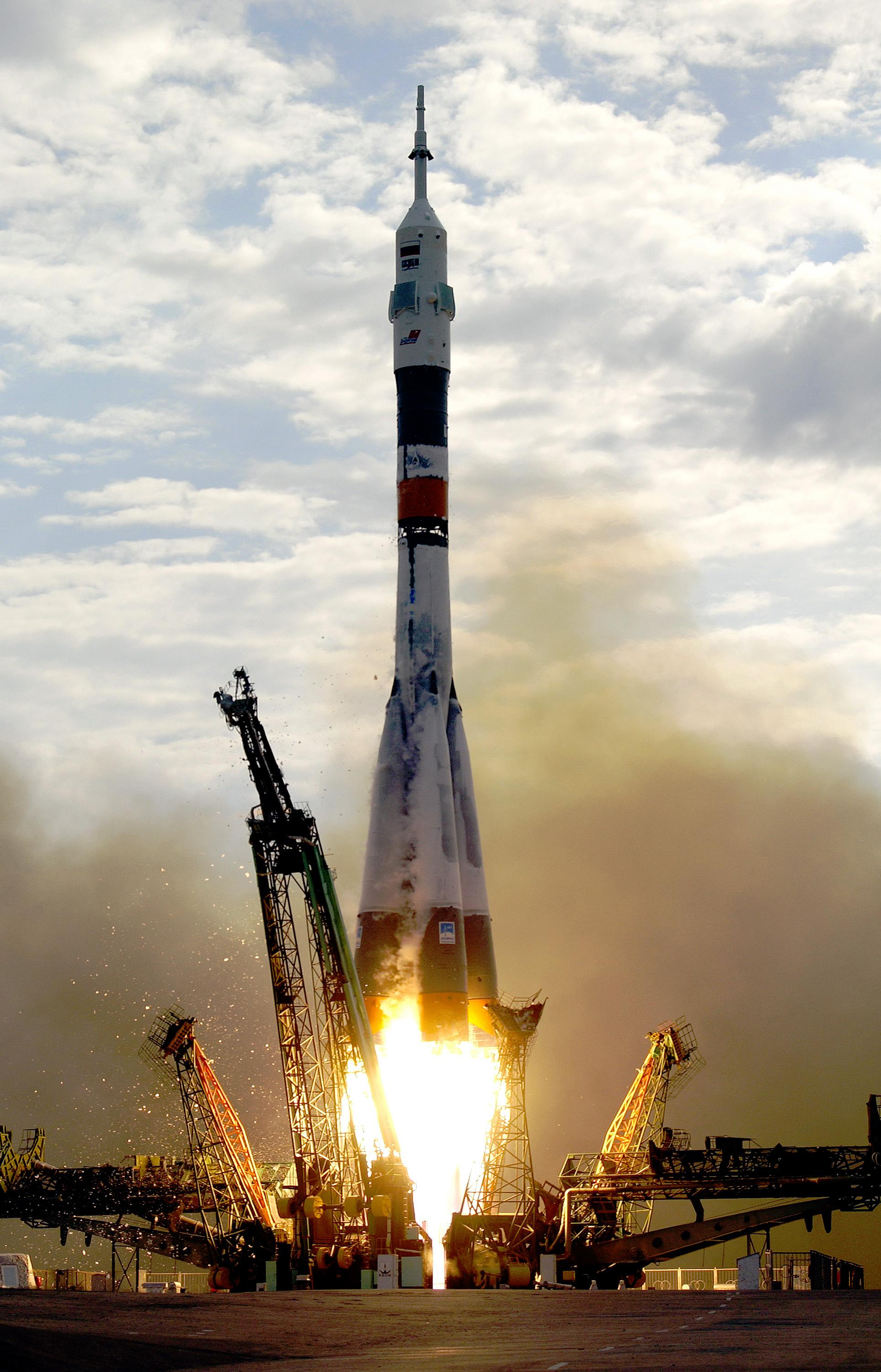
Lancio della Sojuz TMA-2